# Mont-Tramelan
Pour les articles homonymes, voir Mont.
Mont-Tramelan (ancien nom allemand : Bergtramlingen) est une commune suisse du canton de Berne, située dans l'arrondissement administratif du Jura bernois. La commune a la particularité de posséder une exclave, au nord-est, nommée « Les Places », entre les communes de Tramelan, Saicourt et Tavannes.

## Histoire
Le territoire de Mont-Tramelan est reconquis au début du XVIIe siècle et colonisé par les anabaptistes qui avaient été expulsés de l'Emmental[réf. nécessaire]. Jusqu'en 1797, la Municipalité est sous la juridiction de la principauté épiscopale de Bâle. De 1797 à 1815, Mont-Tramelan appartient au département français du Mont-Terrible, puis, à partir de 1800, au département du Haut-Rhin, auquel le département du Mont-Terrible a été rattaché. En 1815, par décision du congrès de Vienne, le territoire de l’ancien évêché de Bâle est attribué au canton de Berne. La majorité des 120 habitants sont des paysans mennonites.

## Langues
Selon un rapport du Conseil de l'Europe, Mont-Tramelan est une communauté officiellement francophone avec une majorité germanophone de la population, tandis que le Dictionnaire historique de la Suisse écrit que l'allemand a été introduit comme langue officielle en 1942, ce qui a conduit à des tensions dans les communautés environnantes. Cette décision communale est révoquée par le Gouvernement, le 19 juin 1942, mais l'autorité communale continue à utiliser l'allemand dans ses relations avec les germanophones. En 1952, une nouvelle décision est prise en faveur de l'allemand. La partie francophone du Jura proteste à plusieurs reprises contre l'utilisation officielle de l'allemand, notamment contre l'école, publique depuis 1897, anciennement privée, de langue allemande, la dernière fois en 1980. Aujourd'hui, toutes les matières sont aussi enseignées en français et tous les élèves sont bilingues.
Enfin, la commune utilise aujourd'hui le français comme langue de communication.

## Transports
La commune est située sur la route cantonale qui relie Tramelan au Noirmont, alors qu'elle est reliée au réseau de transport public par un service de bus postal, qui va de Tramelan à Saint-Imier.